# Reinhold Rainer
Reinhold Rainer (* 29. August 1973 in Sterzing, Südtirol) ist ein ehemaliger italienischer Rennrodler.
Reinhold Rainer betreibt seit 1989 den Rennrodelsport und gehört seit 1994 zum Nationalkader Italiens. Der Förster lebt in Ratschings und startet für den Klub C.S. Forestale. Höhepunkte der Karriere des Südtirolers waren die vier Teilnahmen an Olympischen Spielen. 1998 in Nagano und 2006 bei den Spielen in seiner italienischen Heimat in Turin wurde Rainer Achter. 2002 in Salt Lake City wurde er 12. Bei den Olympischen Spielen 2010 in Vancouver belegte er Platz 21.
Rainer nahm zwischen 1995 und 2011 an Zwölf Weltmeisterschaften teil. Seine besten Platzierungen waren ein Fünfter Platz 2011 in Cesana und Zwei Sechste Plätze 2004 in Nagano und 2007 in Igls. Sechsmal nahm er zwischen 1996 und 2006 an Europameisterschaften teil. 2006 in Winterberg verpasste er als Vierter eine Medaille nur knapp. 2004 in Oberhof wurde er Sechster.
Beste Platzierungen im Gesamtweltcup waren ein Dritter Platz 2006/07 und ein Fünfter Platz 2009/10. Einmal, 2003 in Park City, konnte Rainer ein Weltcuprennen gewinnen. Hinzu kommen je ein Zweiter (2006 in Igls) und zwei Dritte Plätze (2006 in Cesana und 2011 in Königssee). Siebenmal verpasste er als Vierter ein Platz auf dem Podest nur knapp. Viermal konnte Rainer italienischer Vizemeister werden, zweimal Dritter. Am 8. September 2011 erklärte Rainer seinen Rücktritt vom Rennsport.

## Erfolge

### Weltcupsiege
Einsitzer
| Nr. | Datum         | Ort       | Bahn              |
| --- | ------------- | --------- | ----------------- |
| 1.  | 13. Dez. 2003 | Park City | Bobbahn Park City |